# George Ogden Abell
George Ogden Abell (Los Angeles, 1º marzo 1927 – Encino, 7 ottobre 1983) è stato un astronomo statunitense. Lavorò all'Università della California di Los Angeles. Abell ottenne il dottorato nel 1957 al California Institute of Technology, ed iniziò la sua carriera da astronomo facendo da guida nei tour per turisti all'Osservatorio Griffith di Los Angeles.
È conosciuto soprattutto per il suo catalogo di ammassi di galassie, creato mentre lavorava al Palomar Sky Survey. La sua analisi degli ammassi galattici contribuì allo sviluppo della nostra conoscenza della loro formazione ed evoluzione. Dimostrò che esistevano ammassi di secondo ordine, e scoprì inoltre come la loro luminosità potesse essere usata per determinarne la distanza.
Il catalogo Abell è una lista di circa quattromila ammassi contenenti almeno trenta membri, fino ad uno spostamento verso il rosso di z = 0,2. Il catalogo originale degli ammassi nell'emisfero boreale fu pubblicato nel 1958. Il catalogo completo, che include anche gli ammassi dell'emisfero australe, fu pubblicato postumo nel 1989, e creato con la collaborazione di Harold G. Corwin e di Ronald P. Olowin. Abell fu anche scopritore della cometa C/1953 T1 e co-scopritore di una cometa periodica, la 52P/Harrington-Abell. Assieme a Peter Goldreich, comprese che le nebulose planetarie evolvono dalle giganti rosse.
Abell smontò spesso teorie pseudoscientifiche come quelle di Immanuil Velikovskij, e fu cofondatore del Comitato per l'Investigazione Scientifica sulle Affermazioni sul Paranormale (CSICOP). Fu inoltre presidente della Commissione Cosmologica dell'Unione Astronomica Internazionale, e presidente della Società astronomica del Pacifico. Fu eletto membro della Royal Astronomical Society nel 1970. Fu direttore del Dipartimento di Astronomia dell'Università della California, e del Comitato per l'Educazione della American Astronomical Society. 
Il 1º gennaio 1984 sarebbe divenuto direttore dell'Astronomical Journal, ma morì prima di assumere l'incarico, stroncato da un infarto all'età di 57 anni, mentre si trovava nella sua casa, a Los Angeles. L'asteroide 3449 Abell porta il suo nome.